# Benoni (Sud-àfrica)
Benoni és una ciutat de Sud-àfrica, situada a la província de Gauteng, a l'est de Johannesburg. Des del 2000, la ciutat forma part del municipi metropolità d'Ekurhuleni.
Té una població de 158.777 habitants, segons el cens del 2011.